# Kalle Anka i paradiset
Kalle Anka i paradiset (engelska: The Greener Yard) är en amerikansk animerad kortfilm med Kalle Anka från 1949.

## Handling
Kalle Anka bor granne med en gammal skalbagge, som berättar för sin unge släkting att den trädgård som Kalle har inte är ett paradis som man kan tro, utan en farlig plats. Han berättar för släktingen om hur han råkade ut för Kalle och hur det hela slutade.

## Om filmen
Filmen hade svensk premiär den 14 augusti 1950 på biografen Spegeln i Stockholm.
Filmen hade svensk nypremiär den 5 september 1954 och ingick i ett kortfilmsprogram tillsammans med kortfilmerna Kalle Ankas falska lejon, Pluto som plattcharmör, Jan Långben tar ridlektion, Jättens överman, Kalle Anka får bisyssla, En kofta åt Pluto och Kaninen med choklad i.
Filmen har givits ut på VHS och finns dubbad till svenska.

## Rollista
- Clarence Nash – Kalle Anka
- Dink Trout – Bootle Beetle[7]